# 창녕 신당산성
창녕 신당산성(昌寧 新堂山城)은 대한민국 경상남도 창녕군 계성면에 있는 산성이다.
1983년 12월 20일 경상남도의 문화재자료 제84호 신당산성으로 지정되었다가, 2018년 12월 20일 현재의 명칭으로 변경되었다.

## 현지 안내문
신당산성은 신당마을 뒷산의 낮은 구릉지대에 있는 산성으로, 구릉지대의 꼭대기를 빙둘러 쌓았다. 붕괴된 부분이 많지만 전체적인 형태는 남아있다.
성벽의 아랫부분은 돌과 흙을 섞어 쌓은 혼축성이나, 경사가 심한 곳의 아랫부분은 무너지는 것을 막기 위하여 자연석 혹은 다듬은 화강암으로 쌓았다.
이 지역 주민들이 신당산성을 목마성이라 부르는 것으로 보아, 한 때 말을 키운 듯하나 기록이 없어 확인할 수 없다. 다만 계성면이 옛 현(縣)의 소재지이므로 그럴 가능성을 뒷받침 해줄 따름이다. 성이 만들어진 정확한 연대는 알 수 없다.

## 참고 자료
- 창녕 신당산성 - 국가유산청 국가유산포털